# Savo Kostadinovski
Savo Kostadinovski (makedonsko Саво Костадиновски), makedonsko-nemški pisatelj, potopisec in prevajalec. Poezijo in prozo za otroke, mladino in odrasle piše v makedonščini in nemščini, njegova dela pa so objavljena in v srbščini in romunščini, * 30. maj 1950, Gornje Botušje, Severna Makedonija.

## Življenjepis
Njegova rodna vas je Gornje Botušje, ki se nahaja v bližini Makedonskega Broda v današnji Severni Makedoniji. V njej in v Gostivarju je hodil v osnovno šolo. Po katastrofalnem potresu v Skopju leta 1963 je živel v Beogradu, Slavonskem Brodu, Zagrebu in drugih krajih nekdanje Jugoslavije. Od leta 1971 živi in dela v Nemčiji – po Münchenu, Würzburgu in Frankfurtu ob Majni od leta 1973 v Kölnu. Dopisno je končal srednjo strojno šolo na Delavski univerzi „Novi Beograd“, v Kölnu pa je pridobil naziv tehničnega inženirja tretje stopnje.
Objavil je več pesniških knjig, kratkih zgodb, esejev, prevodov in novinarskih besedil. Njegova dela so bila objavljena v več jezikih in zastopana v številnih zbornikih ter poeziji in prozi za otroke v šolskih učbenikih v Severni Makedoniji.
Dobitnik je veliko nagrad in pohval, med drugim „Iselenička gramota“ Matice izseljencev Makedonije 1993, v okviru „Struških večerih poezije“ in „Blagodarnica za iselenikot“ makedonske Agencije za izseljevanje 2020. Vožen zaradi želje po potovanju, potovanja Evropa, Severna Amerika, Avstralija, Indija, Tibet, Kitajska in Senegal.
Savo Kostadinovski je član Društva pisateljev Makedonije, Društva pisateljev Nemčije, Združenja literarnih prevajalcev Makedonije in Združenja novinarjev Makedonije.

### Knjige pesem za otroke in mladino
- Poletje v domačem kraju (Detska radost, Skopje, 1980)[7]
- Hrepenenja (Hiša kulture „Kočo Racin“, Skopje, 1989)
- Otroci sveta (Hiša kulture „Kočo Racin“, Skopje, 1990)
- Kletka brez ptic – Od Botušja do Kölna (Pečalbarski denovi, Vevčani, 1990)
- Pesmi – deset knjig v enem (Kulturno-izobraževalna skupnost Skopja, 1991)
- Pesmi iz Botušja – izbira (Hiša kulture „Kočo Racin“, Skopje, 1992)
- Pesmi – deset knjig v enem (Kulturno-izobraževalna skupnost Skopja, 1993)
- Poreče (Misla, Skopje, 1995)
- Tisoč in ena nostalgija – izbira (Detska radost, Skopje, 2001)
- Skupaj s Filipom (Antolog, Skopje, 2013)
- Pogovori s Beti (Antolog, Skopje, 2013)
- Verzna leta (Antolog, Skopje, 2013)
- Večni glas – izbira (Antolog, Skopje, 2014)
- Pisma Filipu (Antolog, Skopje, 2014)
- Na počitnicah pri Filipu (Antolog, Skopje, 2014)
- Vedno s Filipom (Antolog, Skopje, 2014)
- Filip je prvak (Antolog, Skopje, 2014)
- Kako se je Filip naučil azbuke (Antolog, Skopje, 2014)
- Biseri za Biseru (Antolog, Skopje, 2014)
- Zapisi iz Amerike (Antolog, Skopje, 2015)
- Bližnje pesmi v daljni Avstraliji (Antolog, Skopje, 2015)
- Evropa v verzih (Antolog, Skopje, 2015)
- Poreče (Antolog, Skopje, 2015)
- Od Botušja do Pariza (Antolog, Skopje, 2015)
- Brez domačega kraja (Antolog, Skopje, 2016)
- Köln in jaz (Antolog, Skopje, 2016)
- Z domovino (Antolog, Skopje, 2016)
- Iz življenja po Evropi (Antolog, Skopje, 2016)
- Makedonske znamenitosti (Antolog, Skopje, 2016)

### Knjige zgodb za otroke in mladino
- Domači kraj sa srcem (Makedonska reč, Skopje, 2005)
- Domači kraj sa srcem (Antolog, Skopje, 2016)
- Geburtsende mit Herz – prevod v nemščino (Literatur-Atelier, Bonn, 2016)
- Bisera in Filip (Antolog, Skopje, 2016)
- Bisera und Filip – prevod v nemščino (Literatur-Atelier, Bonn, 2016)

### Knjige za odrasle
- Poezija o poeziji – dvojezično, v makedonščini in romunščini (Bukarešta, 2002)
- Poezija o poeziji – dvojezično, v makedonskem in nemškem (Matica makedonska, Skopje, 2012)
- Tri stoletja, biografski roman (Makedonska reč, Skopje, 2005)[8]
- Poezija v pesnikovem življenju – dvojezično, v makedonskem in nemškem (Makedonika litera, Skopje, 2013)[9]
- Ljubezen je še živa – skupna zbirka s Therese Reuber, in nemškem (Makedonika litera, Skopje, 2014)
- Življenje za Botušje – dvojezično, v makedonskem in nemškem (Makedonika litera, Skopje, 2014)
- Pesmi iz Kölna – dvojezično, v makedonskem in nemškem (Македоника литера, Skopje, 2014)
- Poezija o poeziji – prevod v srbščino (Banatski kulturni centar, Novo Miloševo, 2015)
- Zgodovina vojn – dvojezično, v makedonskem in nemškem (Makedonika litera, Skopje, 2015)[10]
- Tri stoletja, biografski roman – druga, dopolnjena izdaja (Makedonika litera, Skopje, 2016)[11]
- Drei Zeitalter, biografski roman – prevod v nemščino (Literatur-Atelier, Bonn, 2016)
- Pod dobro vodo, monografija o rodnem Gornjem Botušju (Antolog, Skopje, 2016)